# ژدارکی
ژدارکی (به لاتین: Žďárky) یک منطقهٔ مسکونی در جمهوری چک است که در شهرستان ناخود واقع شده‌است. ژدارکی ۴٫۵۸ کیلومتر مربع مساحت و ۵۵۱ نفر جمعیت دارد و ۳۹۷ متر بالاتر از سطح دریا واقع شده‌است.